# Cushamen (departamento)
Cushamen é um departamento da Argentina, localizado na província do Chubut.